# Кальштадт
Кальштадт (нім. Kallstadt) — громада в Німеччині, розташована в землі Рейнланд-Пфальц. Входить до складу району Бад-Дюркгайм. Складова частина об'єднання громад Фрайнсгайм.
Площа — 6,58 км2. Населення становить 1214 ос. (станом на 31 грудня 2020).

## Галерея

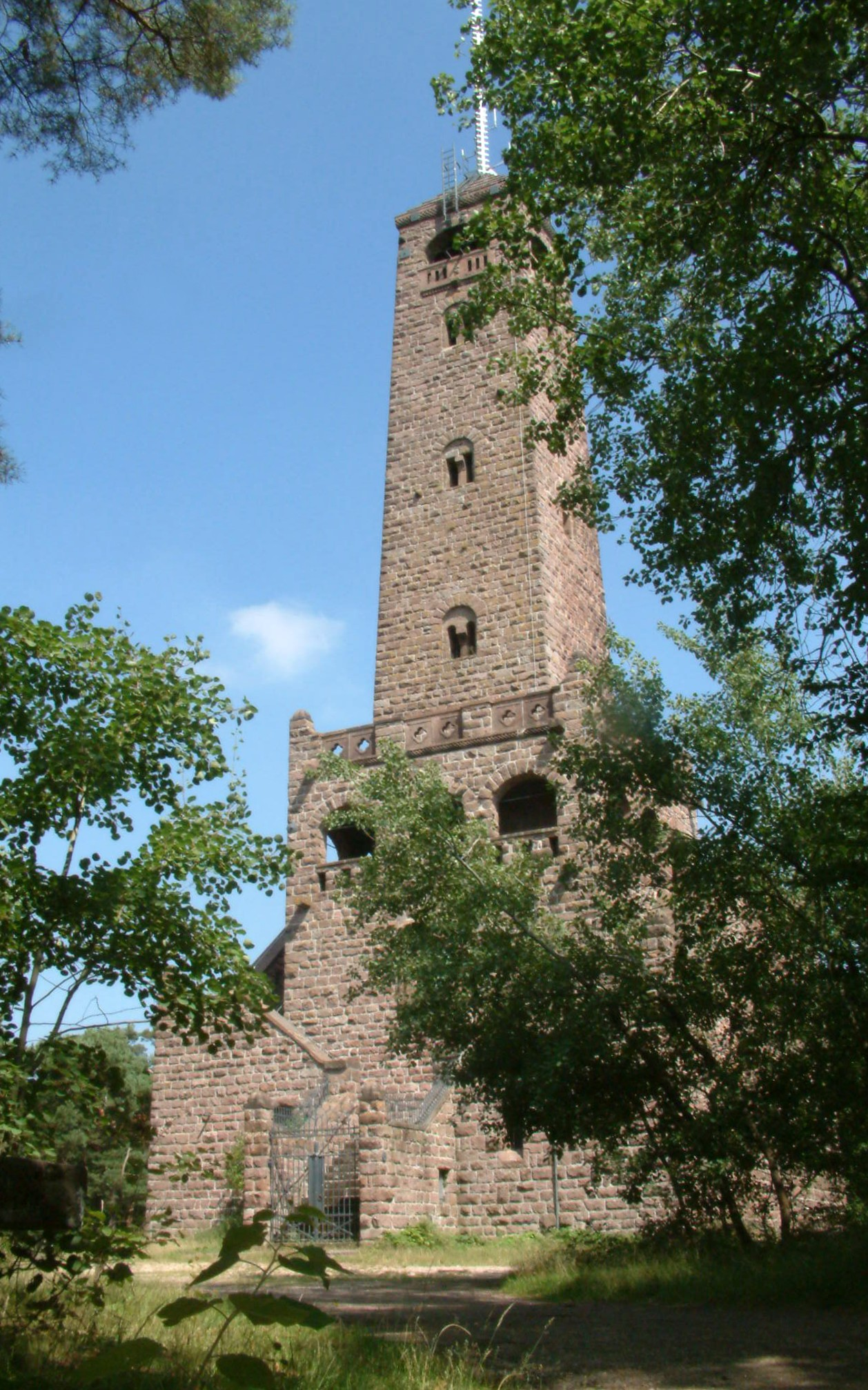